# Józefów (powiat sieradzki)
Józefów – wieś w Polsce położona w województwie łódzkim, w powiecie sieradzkim, w gminie Wróblew.

## Historia
W latach 1975–1998 miejscowość należała administracyjnie do województwa sieradzkiego.
Przed rokiem 1900 znajdował się tu dworek szlachecki, po którym nie ma już widocznych pozostałości.